# Roodborsthoningzuiger
De roodborsthoningzuiger (Chalcomitra senegalensis, synoniem: Nectarinia senegalensis) is een soort honingzuiger uit Afrika

## Kenmerken
De roodborsthoningzuiger is ongeveer 15 cm lang en heeft een vleugelspanwijdte tussen de 25 en 30 cm en een gewicht van 10-11 gram. Het zijn luidruchtige vogels. De lange snavel is omlaag gebogen en spits op het eind. Het mannetje heeft in de paartijd een fantastisch en opvallend verenkleed. De basiskleur is zwart met helder rode borst. De kruin en de keel zijn glanzend groen gekleurd. De iriserende kleuren worden veroorzaakt door een speciale structuur van de veren, zodat licht van bepaalde golflengten heel levendig wordt weerkaatst. Het vrouwtje is donkerbruin van boven en van onder lichtbruin gespikkeld.

## Leefwijze
Zoals andere honingzuigers voeden ze zich hoofdzakelijk op nectar, hoewel ze ook op insecten foerageren, vooral als ze jongen hebben. Ze hebben een snelle, directe vlucht en kunnen net als een kolibrie in de lucht op één plek blijven fladderen om nectar uit een bloem te halen. Meestal strijken ze onder aan de bloem neer om bij de nectar te komen.
De roodborsthoningzuiger is een zeer levendige vogel die bijna altijd in beweging is. Meestal zitten ze hoog in de boomtoppen, maar ze komen betrekkelijk vaak naar beneden en zitten ook op de grond. De mannetjes zijn agressief tegen elkaar en vliegen soms over lange afstanden achter elkaar aan. Het zijn geen schuwe vogels; vaak kunnen ze op slechts een paar meter afstand waargenomen worden.

## Verspreiding
Ze leven in Afrika ten zuiden van de Sahara, met uitzondering van delen van Zuid-Afrika en Namibië. Hun leefgebieden zijn open bossen, savannes en struikgewas langs rivieroevers. De soort is vrij algemeen (in Gambia is het de meest waargenomen soort honingzuiger) en zeker niet bedreigd.
De soort telt zes ondersoorten:
- C. s. senegalensis: van zuidelijk Mauritanië en Senegal tot Nigeria.
- C. s. acik: van Kameroen tot zuidwestelijk Soedan, noordwestelijk Oeganda en noordoostelijk Congo-Kinshasa.
- C. s. proteus: zuidoostelijk Soedan, Eritrea, Ethiopië en noordelijk Kenia.
- C. s. lamperti: van zuidelijk Soedan, oostelijk Congo-Kinshasa en westelijk, centraal en zuidelijk Oeganda tot centraal Kenia en westelijk Tanzania.
- C. s. saturatior: van Angola en zuidelijk Congo-Kinshasa tot Namibië en noordelijk Botswana.
- C. s. gutturalis: van zuidelijk Somalië tot oostelijk Zimbabwe, Mozambique en noordoostelijk Zuid-Afrika.